# Nœux-lès-Auxi
Noeux-lès-Auxi é uma comuna francesa na região administrativa de Altos da França, no departamento de Pas-de-Calais. Estende-se por uma área de 6,26 km². Em 2010 a comuna tinha 182 habitantes (densidade: 29,1 hab./km²).